# پارادوکس جنسیت
مسئله تعیین جنسیت یکی از مسائل معروف نظریه احتمالات است که صورت آن به شرح زیر است:
- یک خانواده دارای دو فرزند است و فرزند بزرگتر پسر است. احتمال اینکه فرزند کوچکتر دختر باشد چه قدر است؟
- یک خانواده دارای دو فرزند است و حداقل یکی از آنها پسر است. احتمال اینکه این خانواده دارای فرزند دختر باشد چه قدر است؟ (یا به بیان دیگر: یک خانواده دارای دو فرزند است و یکی از آنها پسر است. احتمال اینکه دیگری دختر باشد چه قدر است؟)

بررسی دقیق این دو سؤال (که در نگاه اول مشابه به نظر می‌رسند) ما را به پاسخ‌های متفاوتی می‌رساند.

## فرضیه‌ها
- به‌طور کلی چهار ترکیب ممکن برای جنسیت فرزندان وجود دارد:

| فرزند بزرگتر | فرزند کوچکتر |
| ------------ | ------------ |
| دختر         | دختر         |
| دختر         | پسر          |
| پسر          | دختر         |
| پسر          | پسر          |

که آنها را به ترتیب با:
{GG, GB, BG, BB}
نشان می‌دهیم.
این چهار حالت به دلایل زیر هم‌شانس هستند:
1. تعیین جنسیت هر بچه یک حادثه مستقل است.
2. هر بچه یا پسر یا دختر است.
3. احتمال اینکه بچه پسر باشد یا دختر برابر است.

باید توجه کرد که ما تمام حالاتی که ممکن است در دنیای واقعی رخ دهد را در نظر نگرفتیم.
- احتمال دوجنسی بودن فرزندان در نظر گرفته نشده‌است.
- نسبت نوزادان پسر به دختر دقیقاً {\displaystyle {\frac {1}{1}}} نیست. (این نسبت تقریباً برابر با {\displaystyle {\frac {boy}{girl}}={\frac {1.05}{1}}} است.[۱])
- احتمال دوقلوهای همسان بودن فرزندان در نظر گرفته نشده‌است.
- جنسیت فرزندان یک حادثهٔ کاملاً مستقل نیست و به عوامل ارثی و محیطی متعددی، بستگی دارد.

ولی احتمال بروز حوادثی نظیر آنچه در بالا آورده شد به حدی ناچیز است که تأثیر چندانی بر تحلیل ما از مسئله در دنیای واقعی نخواهد داشت.

## سؤال اول
- یک خانواده دارای دو فرزند است و فرزند بزرگتر پسر است. احتمال اینکه فرزند کوچکتر دختر باشد چه قدر است؟

وقتی فرزند بزرگتر پسر باشد دو حالت {GG, GB} حذف می‌شوند و حالت‌های ممکن به صورت زیر در می‌آیند:
| فرزند بزرگتر | فرزند کوچکتر |
| ------------ | ------------ |
| دختر         | دختر         |
| دختر         | پسر          |
| پسر          | دختر         |
| پسر          | پسر          |

که مجموعه آن به صورت {BG, BB} است.
از آنجایی که حالت‌ها هم‌شانس بوده و فقط در یکی از حالت‌ها دختر وجود دارد پس احتمال اینکه فرزند کوچکتر دختر باشد {\displaystyle {\frac {1}{2}}}  است.

## سؤال دوم
- یک خانواده دارای دو فرزند است و حداقل یکی از آنها پسر است. احتمال اینکه این خانواده دارای فرزند دختر باشد چه قدر است؟

شاید بهتر باشد صورت سؤال را به شکل زیر درآوریم:
- بدون در نظر گرفتن حالتی که هر دو فرزند دختر باشند احتمال اینکه دو بچه دارای جنسیت مخالف هم باشند چه قدر است؟ جدول حالات در این حالت به شکل زیر در می‌آید:

| فرزند بزرگتر | فرزند کوچکتر |
| ------------ | ------------ |
| دختر         | دختر         |
| دختر         | پسر          |
| پسر          | دختر         |
| پسر          | پسر          |

از چهار ترکیب اولیه، سه ترکیب با شرایط مسئله هماهنگی دارند که دو تا از آنها ترکیب مدّ نظر ما هستند. پس احتمال {\displaystyle {\frac {2}{3}}} است.

### روش احتمال شرطی
فضای نمونه را خانواده‌های دو فرزندی در نظر بگیرید.
- X = حالتی که یکی از فرزندان پسر و دیگری دختر است.
- Y = حالتی که حداقل یکی از فرزندان پسر باشد.
- حال:
  - {\displaystyle P(X|Y)={\frac {P(X\cap Y)}{P(Y)}}={\frac {\frac {2}{4}}{\frac {3}{4}}}={\frac {2}{3}}}

## جمع‌بندی
معمولاً افرادی که برای اولین بار با این مسئله رو به رو می‌شوند با جواب سؤال اول موافق هستند ولی بعضاً ممکن است در اثر جواب سؤال دوم گیج شوند.
دو نکته که باید در این رابطه به آنها توجه کرد:
سؤال دوم هیچ پیش فرضی راجع به سن پسر نکرده. او ممکن است فرزند کوچکتر یا بزرگتر باشد؛ بنابراین این که مسئله را با سه حالت (دو پسر، دو دختر یا ترکیب یک پسر و یک دختر) حل کنیم این موضوع را که احتمال رخ دادن حالت آخر دو برابر بقیه‌است را پوشش نمی‌دهد.
احتمال اینکه هر دو فرزند پسر باشند {\displaystyle {\frac {1}{4}}} است. احتمال مشابهی نیز برای حالتی که هر دو دختر هستند وجود دارد؛ بنابراین احتمال حالت باقی مانده که ترکیبی از پسر و دختر است، {\displaystyle {\frac {1}{2}}} می‌شود.

## خطاهای متداول
- ممکن است برای سؤال دوم چهار حالت زیر پیشنهاد شود:

1. پسر دارای یک برادر بزرگتر است.
2. پسر دارای یک برادر کوچکتر است.
3. پسر دارای یک خواهر بزرگتر است.
4. پسر دارای یک خواهر کوچکتر است.

که به نظر می‌رسد فقط دو حالت آخر مورد نظر ماست و بنابراین احتمال برابر با {\displaystyle {\frac {1}{2}}} است.
اشکال این حالت‌گیری این است که دو حالت ۱ و ۲ در واقع یک حالت هستند. نکته‌ای که باید به آن توجه کرد این است که اگر دو برادر داشته باشیم دیگر انتخاب یکی از آنها به صورت مشخص ممکن نیست و در واقع باید بگوییم:
1. پسری دارای یک برادر بزرگتر است.
2. پسری دارای یک برادر کوچکتر است.

از این نوشتار مشخص است که دو گزینه هم‌ارز هستند؛ بنابراین یکی از آنها باید حذف شود.